# Xalapango
Xalapango är en ort i Mexiko, tillhörande kommunen Texcoco i delstaten Mexiko. Xalapango ligger i den centrala delen av landet och tillhör Mexico Citys storstadsområde. Orten hade 457 invånare vid folkräkningen 2010.